# José Cadalso
José Cadalso y Vázquez de Andrade (* 8. Oktober 1741 in Cádiz; † 26. Februar 1782 in Gibraltar) war ein spanischer Schriftsteller und Aufklärer.

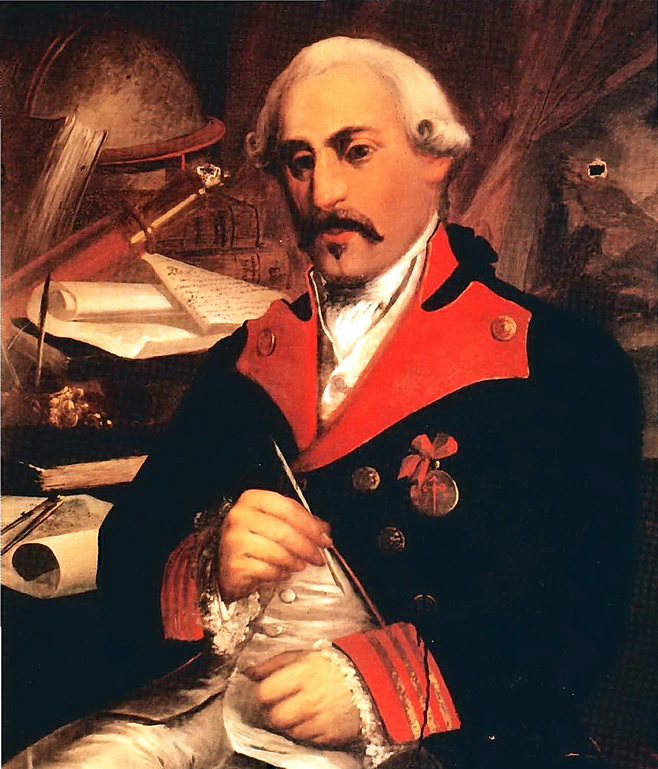
José Cadalso

## Leben
José Cadalso y Vázquez wurde in Cádiz geboren; die Mutter starb bei der Geburt und der Vater, der geschäftlich in Amerika war, lernte den Sohn erst 13 Jahre später kennen. So kümmerte sich sein Onkel Mateo Vázquez, ein Jesuit, um die Erziehung des Knaben und sandte ihn zum Studium nach Paris. Als der Vater zurückkehrte, folgte ihm José nach London, später nach Italien, Deutschland, Holland und schließlich nach Spanien, wo er in das Seminario de Nobles in Madrid eintrat. Er starb, erst 40-jährig, bei der Belagerung von Gibraltar.

## Werk
Als Satiriker attackierte der Dichter und Aufklärer José Cadalso in dem erstmals 1772 erschienenen Los eruditos a la violeta die Oberflächlichkeit einer Bildung, die seriöses Studium durch geschwätzigen Dilettantismus ersetzt.

### Prosa
- Defensa de la nación española contra la carta persiana LXXVIII de Montesquieu (um 1768).
- Los eruditos a la violeta (1772)
- Cartas Marruecas („Marokkanische Briefe“, 1772 verfasster und 1789 erstmals veröffentlichter Briefroman), Neuausgabe: Madrid 1983.
- Noches lúgubres (1771/72, veröff. 1789–90)
- Memoria de los acontecimientos más particulares de mi vida (Autobiographie)

### Drama
- Solaya o los circasianos (Tragödie)
- Don Sancho García (1771) (Tragödie)